# Orthostixis opisodisticha
Orthostixis opisodisticha är en fjärilsart som beskrevs av Eugen Wehrli 1932. Orthostixis opisodisticha ingår i släktet Orthostixis och familjen mätare. Inga underarter finns listade i Catalogue of Life.